# Brandon Regals
Die Brandon Regals waren ein kanadisches Eishockeyfranchise der Western Hockey League aus Brandon, Manitoba.

## Geschichte
Die Mannschaft wurde zur Saison 1955/56 als Franchise der Western Hockey League gegründet. In ihrer Premierenspielzeit liefen die Regals in ihren Heimspielen als Regina/Brandon Regals jeweils zur Hälfte in Regina, Saskatchewan und Brandon, Manitoba, auf. Da das Team jedoch in seiner Division nur den fünften Platz belegte, entschied man sich die Saison 1956/57 ausschließlich in Brandon, Manitoba, zu verbringen. In dieser Spielzeit konnte man sich auf den ersten Platz in der eigenen Division verbessern. Für die Saison 1957/58 entschied man sich erneut dazu das Team in zwei verschiedenen Städten seine Heimspiele bestreiten zu lassen. In Saskatoon, Saskatchewan, spielte man als Saskatoon Regals, während die Heimspiele in Saint Paul, Minnesota unter dem Namen St. Paul Saints bestritten wurden. Die letzte Spielzeit in der Franchisegeschichte verbrachte das Team erneut in Saskatoon. Dort wählte man den Namen Saskatoon Quakers, den zahlreiche andere Mannschaften aus der Stadt und zuvor auch ein anderes WHL-Franchise in der Vergangenheit benutzt hatten.

## Saisonstatistik
Abkürzungen: GP = Spiele, W = Siege, L = Niederlagen, T = Unentschieden, OTL = Niederlagen nach Overtime SOL = Niederlagen nach Shootout, Pts = Punkte, GF = Erzielte Tore, GA = Gegentore, PIM = Strafminuten
| Saison  | GP | W  | L  | T | OTL | SOL | Pts | GF  | GA  | Platz    | Playoffs |
| 1955/56 | 70 | 23 | 39 | 8 | —   | —   | 54  | 199 | 243 | 5., WHLP |          |
| 1956/57 | 70 | 44 | 22 | 4 | —   | —   | 92  | 250 | 186 | 1., WHLP |          |
| 1957/58 | 70 | 25 | 45 | 0 | —   | —   | 50  | 214 | 323 | 4., WHLP |          |
| 1958/59 | 64 | 29 | 31 | 4 | —   | —   | 62  | 208 | 201 | 4., WHLP |          |